# 14 февруари
14 февруари е 45-ият ден в годината според григорианския календар. Остават 320 дни до края на годината (321 през високосна година).

## Събития
- 1130 г. – Инокентий II е провъзгласен за римски папа.
- 1779 г. – Джеймс Кук е убит от туземците на остров Хаваи.
- 1807 г. – При пожар на английския кораб „Аякс“ загиват 300 души.
- 1848 г. – Съгласно сключения мирен договор Мексико отстъпва Тексас на САЩ.
- 1876 г. – Електроинженерът Илайша Грей и изобретателят Александър Бел едновременно подават патент за телефона, с което започва спор, кой първи е изобретил устройството.
- 1901 г. – Крал Едуард VII открива първия си парламент.
- 1912 г. – Аризона става 48-ият американски щат.
- 1915 г. – При Атентата в Градското казино в София загиват четирима души, а осем са ранени.
- 1918 г. – Съветският съюз въвежда Григорианския календар (на 1 февруари съобразно Юлианския календар).
- 1921 г. – В София е учреден Съюза на артистите в България.
- 1922 г. – Публикуван е романът Одисей Джеймс Джойс.
- 1937 г. – Селскостопанските задруги в България учредяват Общ съюз на българските земеделци.
- 1942 г. – Япония започва Явайската операция от Втората световна война.
- 1949 г. – Кнесета (израелският парламент) е свикан за първи път.
- 1950 г. – СССР и Китайската народна република сключват 30-годишен договор в Москва
- 1951 г. – Давид Бен-Гурион разпуска парламента след поражението си в Кнесета.
- 1952 г. – В столицата на Норвегия – Осло се откриват VI Зимни олимпийски игри.
- 1967 г. – В Мексико сити е подписан „Договорът от Тлателолко“ за неразпространение на ядреното оръжие в региона на Карибско море и Латинска Америка.
- 1989 г. – Иранският лидер Рухолах Хомейни призовава мюсюлманите по света да убият автора на Сатанински строфи Салман Рушди.
- 1989 г. – В околоземна орбита е изведен първият от 24-те изкуствени спътника на Глобалната система за позициониране.
- 1989 г. – Товарната врата на Полет 811 на „Юнайтед Еърлайнс“ се отделя от самолета по време на полет над Тихия океан и причинява експлозивна декомпресия, която взривява няколко реда седалки и изхвърля от машината девет души, които губят живота си.
- 1990 г. – 92 души загиват при катастрофата на полет 605 на „Индиан Еърлайнс“ в Бенгалуру, Индия.
- 1992 г. – Българското консулство в Киев е издигнато в ранг посолство.
- 1994 г. – Членство на България в НАТО: Президентът Жельо Желев подписва в Брюксел договора за присъединяване на България към инициативата на НАТО Партньорство за мир.
- 1994 г. – Осъденият на смърт руски сериен убиец Андрей Чикатило е екзекутиран чрез разстрел.
- 2001 г. – Собственикът на националната авиокомпания Балкан Зееви Груп спира полетите ѝ.
- 2005 г. – Бившият министър-председател на Ливан, настоящ милиардер и бизнес магнат Рафик Харири е убит при бомбен атентат в Бейрут.

## Родени
- 1368 г. – Сигизмунд Люксембургски, император на Свещената Римска империя († 1437 г.)
- 1404 г. – Леон Батиста Алберти, италиански архитект († 1472 г.)
- 1483 г. – Захиредин Бабур, индийски владетел († 1530 г.)
- 1557 г. – Матиас, император на Свещената Римска империя († 1619 г.)
- 1602 г. – Франческо Кавали, италиански композитор († 1676 г.)
- 1719 г. – Кристофър Шолс, американски изобретател († 1890 г.)
- 1813 г. – Александър Даргомижки, руски композитор († 1869 г.)
- 1824 г. – Владимир Черкаски, руски княз († 1878 г.)
- 1840 г. – Иван Доспевски, български иконописец († 1889 г.)
- 1847 г. – Сава Кършовски, български революционер и юрист († 1913 г.)
- 1850 г. – Кейго Кийоура, министър-председател на Япония († 1942 г.)
- 1855 г. – Всеволод Гаршин, руски писател († 1888 г.)
- 1869 г. – Чарлз Уилсън, шотландски физик, Нобелов лауреат († 1959 г.)
- 1877 г. – Едмунд Ландау, немски математик († 1938 г.)
- 1887 г. – Александър Оббов, български политик († 1975 г.)
- 1890 г. – Тодор Павлов, български философ († 1977 г.)
- 1895 г. – Макс Хоркхаймер, философ († 1973 г.)
- 1896 г. – Георги Шейтанов, български анархист († 1925 г.)
- 1898 г. – Фриц Цвики, американски физик († 1974 г.)
- 1899 г. – Раденко Видински, български политик († 1974 г.)
- 1902 г. – Александър Абуш, немски писател († 1982 г.)
- 1910 г. – Тинка Краева, българска актриса († 1970 г.)
- 1911 г. – Асен Дацев, български физик († 1994 г.)
- 1916 г. – Масаки Кобаяши, японски режисьор († 1996 г.)
- 1928 г. – Иван Славов, български философ († 2012 г.)
- 1928 г. – Йоаким Хербут, скопски католически епископ († 2005 г.)
- 1928 г. – Трифон Джонев, български актьор († 2013 г.)
- 1929 г. – Александър Христов, български журналист († 2005 г.)
- 1930 г. – Георги Анастасов, български художник († 2012 г.)
- 1932 г. – Александер Клуге, немски писател
- 1932 г. – Хариет Андершон, шведска актриса
- 1940 г. – Иван Тенев, български политик
- 1943 г. – Янко Миладинов, български композитор
- 1944 г. – Алън Паркър, британски режисьор и писател († 2020 г.)
- 1944 г. – Рони Петерсон, шведски пилот от Формула 1 († 1978 г.)
- 1945 г. – Ханс Адам II, княз на Лихтенщайн
- 1950 г. – Любомир Халачев, български актьор
- 1951 г. – Георги Жеков, български футболист
- 1951 г. – Кевин Кийгън, английски треньор
- 1953 г. – Ханс Кранкъл, австрийски футболист
- 1959 г. – Рене Флеминг, американска певица
- 1960 г. – Свами Ниранджанананда, индийски гуру
- 1963 г. – Мохниш Бел, индийски актьор
- 1967 г. – Мануела Малеева, българска тенисистка
- 1967 г. – Стелиос Хаджи-Йоану, британски предприемач
- 1968 г. – Скот Шарп, американски автомобилен пилот
- 1968 г. – Славчо Атанасов, български политик
- 1968 г. – Стефан Ботев, български щангист
- 1970 г. – Наталия Симеонова, телевизионна водеща
- 1976 г. – Айлин Аслъм, турска певица
- 1985 г. – Филип Сендерос, швейцарски футболист
- 1986 г. – Тифани Торнтън, американска певица

## Починали
- 869 г. – Константин-Кирил Философ, един от създателите на българската азбука (* ок. 827)
- 1140 г. – Собеслав I, херцог на Бохемия (* 1090 г.)
- 1400 г. – Ричард II, крал на Англия (* 1367 г.)
- 1568 г. – Дамян Нови, християнски мъченик (* 1495 г.)
- 1713 г. – Лудвиг Крафт фон Насау-Саарбрюкен, немски граф (* 1663 г.)
- 1779 г. – Джеймс Кук, британски мореплавател, изследовател и картограф (* 1728 г.)
- 1916 г. – Михалаки Георгиев, български белетрист (* 1854 г.)
- 1916 г. – Петко Тодоров, български писател (* 1879 г.)
- 1935 г. – Атанас Маджаров, български просветен деец, революционер и общественик (* 1881 г.)
- 1943 г. – Давид Хилберт, германски математик (* 1862 г.)
- 1944 г. – Гено Киров, български драматичен актьор (* 1866 г.)
- 1944 г. – Янко Янев, български поет, есеист и философ (* 1900 г.)
- 1953 г. – Николай Вранчев, български писател и преводач (* 1882 г.)
- 1969 г. – Никола Балабанов, български драматичен актьор (* 1898 г.)
- 1975 г. – П. Г. Удхаус, английски писател (* 1881 г.)
- 1976 г. – Жана Гендова, българска актриса (* 1899 г.)
- 1987 г. – Дмитрий Кабалевски, руски композитор (* 1904 г.)
- 1994 г. – Андрей Чикатило, руски сериен убиец (* 1936 г.)
- 2000 г. – Кръстьо Горанов, български философ и марксист (* 1931 г.)
- 2001 г. – Ричард Леймън, американски писател (* 1947 г.)
- 2002 г. – Лев Феоктистов, руски атомен физик (* 1928 г.)
- 2003 г. – Доли, първият клониран бозайник (* 1996 г.)
- 2005 г. – Рафик Харири, министър-председател на Ливан (* 1944 г.)
- 2012 г. – Александър Авджиев, български телевизионен водещ (* 1958 г.)
- 2013 г. – Роналд Дуоркин, американски философ (* 1931 г.)
- 2021 г. – Карлос Менем, аржентински президент (* 1930 г.)

## Празници
- България

- Трифон Зарезан (по стар стил) – имен ден празнуват Трифон, Трифонка, Лозан, Гроздан
- Ден на лозаря, винаря, кръчмаря, бъчваря, градинаря, соколаря
- Ден на археолога

- Българска православна църква – Успение на св. Кирил Славянобългарски
- Православна църква – Свети Фелицитата и Перпетуя (нов стил)
- Свети Валентин – католически празник